# سلسته سید
سِلسته سید (اسپانیایی: Celeste Cid‎؛ زادهٔ ۱۹ ژانویهٔ ۱۹۸۴) بازیگر اهل آرژانتین است. وی از سال ۱۹۹۷ میلادی تاکنون مشغول فعالیت بوده است.
از فیلم‌ها یا مجموعه‌های تلویزیونی که وی در آن‌ها نقش داشته است، می‌توان به کوچولوها، زنان قاتل و مجردمانده‌ها اشاره نمود.